# Kopexil
Kopexil (Markenname Aminexil) ist eine synthetisch hergestellte chemische Verbindung, die zu den Pyrimidin- und Guanidin-Derivaten zählt. Kopexil ist die Stammverbindung von Minoxidil,  einem zur Behandlung von Bluthochdruck und erblich bedingtem Haarausfall verwendeten Arzneistoff.

## Chemische Struktur
Chemisch zählt Kopexil zu den N-Oxiden, einer Stoffgruppe, die am Stickstoffatom eines tertiären Amins als vierten Rest eine Oxo-Funktion hat, also oxidiert ist. Da das Stickstoffatom des Kopexils gleichzeitig einer Amidin-Teilstruktur angehört, sind zwei tautomere Strukturen der Verbindung formulierbar.

Tautomerie von Kopexil: 2,3-Dihydro-3-hydroxy-2-imino-4-pyrimidinamin (links), 2,4-Diaminopyrimidin-3-oxid (rechts)

## Wirkmechanismus
Über den genauen Wirkmechanismus von Kopexil liegen bis heute lediglich Vermutungen vor. Weiterhin ist die Wirksamkeit gegen Haarausfall nicht nachgewiesen.

## Verwendung in der Haarkosmetik
Kopexil wird lokal – meist in Verbindung mit Minoxidil und Retinol – angewendet, um Haarausfall wegen vorzeitiger Erschöpfung der Haarwurzel entgegenzuwirken und so eine bessere Verankerung des Haares in der Kopfhaut zu ermöglichen. Die Konzentration von Kopexil beträgt hierfür z. B. 1,5 %.